# Вулиця Михайла Сусла
Вулиця Михайла Сусла — одна з найстаріших вулиць міста Конотоп Сумської області, що розташована в історичній частині міста. Пролягає від площі Ринок до вулиці Красногірської.

## Назва
Названа на честь Михайла Миколайовича Сусла — мешканця Конотопа, що загинув під час АТО.

## Історія
Вулиця існує з XVIII століття.
Перші документальні згадки датовані 1914–1915 роками.
Перша відома назва — Варвинська вулиця, що походить від назви церкви Святої Великомучениці Варвари, що знаходилась у центрі Конотопської фортеці.
З 1920-х років перейменована на вулицю Фрунзе. Вперше під такою назвою згадується 28 червня 1929 року. Носила ім'я одного з найвідоміших радянських командирів громадянської війни у Росії Фрунзе Михайла Васильовича.
З 1 грудня 2015 року у рамках декомунізації перейменована на вулицю Михайла Сусла.